# 莫斯肯岛

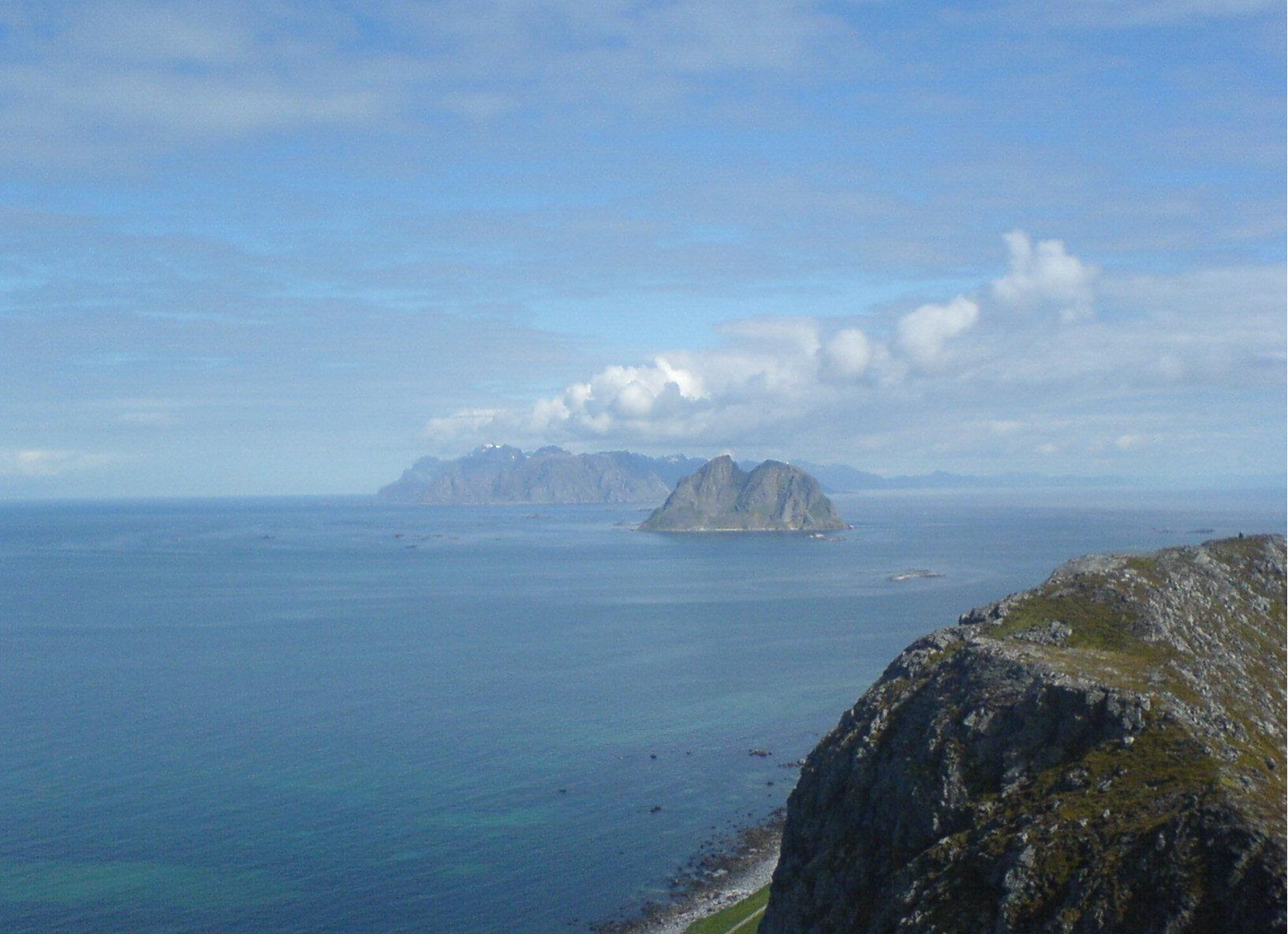
莫斯肯岛（图片中央之小岛）

莫斯肯岛（挪威語：Mosken）是挪威的一座无人岛，属于罗弗敦群岛，位于韦岛和莫斯克内斯岛之间。莫斯肯岛附近有世界上最强的大漩涡之一莫斯肯漩涡。